# Berak
Berak falu Horvátországban Vukovár-Szerém megyében. Közigazgatásilag Tomtelkéhez tartozik.

## Fekvése
Vukovártól 15 km-re délre, községközpontjától 7 km-re nyugatra, a Nyugat-Szerémségben, Csák és Orolik között fekszik. 

## Története
A régészeti leletek tanúsága szerint területén már az őskortól fogva éltek emberek. A „Gradina” régészeti lelőhely a település északi részén, egy kiemelkedő dombon található. Itt már óta végeznek feltárásokat, amelyek során az őskori kerámia töredékeit találták, melyek a kora és késő vaskorból származnak. Ezen leletek mellett római építőanyagok és kerámia maradványait is megtalálták, melyek e helyen villa rustica vagy katonai őrállomás létére utalnak.
A település már a középkorban is létezett. Az 1332 és 1335 között kelt pápai tizedjegyzék „Pepech”, „Perepych”, „Pereche”, „Perepich” névváltozatokban említi a valkói főesperesség plébániái között. A 15. században „Perecke”, vagy „Perethe” alakban fordul elő. 1405 körül helyi nemesek birtoka volt. A középkori falu a maitól délkeletre, a ma „Staro selo” nevet viselő mezőn feküdt. 1420 körül Kórógyi Fülöp ferences kolostort alapított itt, melyet 1526-ban a török lerombolt, majd 1533-ban újjáépítették. A török 1526-ban, Valkóvár eleste után szállta meg és 1687-ig volt török uralom alatt. A török uralom idején kolostora végleg elpusztult. A hely ahol egykor állt ma a „Svetinja” nevet viseli. A falu, ahol a török uralom vége előtt még 30 ház állt, a felszabadító háborúk során teljesen elnéptelenedett.
A felszabadulás után kamarai birtok lett. A 18. század elején három pravoszláv család telepedett le itt. 1790-ben felépült Keresztelő Szent Jánosnak szentelt temploma, mely kezdetben Szata filiája volt. 1807-ben megalapították az önálló beraki plébániát. A falu első iskolája 1846-ban nyílt meg. A 19. század közepén nagyszámú német és magyar lakosság települt be. A falu sokáig Negoszlavce községhez tartozott, de 1894-ben önálló község központja lett.
Az első katonai felmérés térképén „Berak” néven található. Lipszky János 1808-ban Budán kiadott repertóriumában „Berak” néven szerepel. Nagy Lajos 1829-ben kiadott művében „Berak” néven 92 házzal, 582 katolikus és 46 ortodox vallású lakossal találjuk.
A településnek 1857-ben 630, 1910-ben 913 lakosa volt. Szerém vármegye Vukovári járásához tartozott. Az 1910-es népszámlálás adatai szerint lakosságának 55%-a német, 26%-a horvát, 19%-a magyar anyanyelvű volt. A település az első világháború után az új szerb-horvát-szlovén állam, majd később (1929-ben) Jugoszlávia része lett. 1941 és 1945 a Független Horvát Államhoz tartozott, majd a szocialista Jugoszlávia fennhatósága alá került. A második világháború végén a német lakosság nagy része elmenekült a partizánok elől. Az itt maradtakat a kommunista hatóságok kollektív háborús bűnösökké nyilvánították, minden vagyonuktól megfosztották és munkatáborba zárták. Az életben maradtakat később Németországba és Ausztriába telepítették ki. 1946-ban a Kordun területéről szállítottak ide szerb, Zsumberk környékéről pedig elszegényedett horvát családokat, akik megkapták az elűzött németek házait. 1991-től a független Horvátország része. 1991-ben lakosságának 56%-a horvát, 38%-a szerb, 2%-a jugoszláv nemzetiségű volt. A horvátországi háború során 1991. szeptember 2-án elfoglalták a szerb csapatok, akik a nem szerb lakosságot elűzték, a plébániatemplomot előbb diszkóvá alakították át, majd lerombolták. A faluban fogolytábort létesítettek. 45 helyi polgárt megöltek, 11 lakos sorsáról máig nem tudnak. A lakosság csak 1997-ben térhetett haza. A falunak 2011-ben 386 lakosa volt.

## Népessége

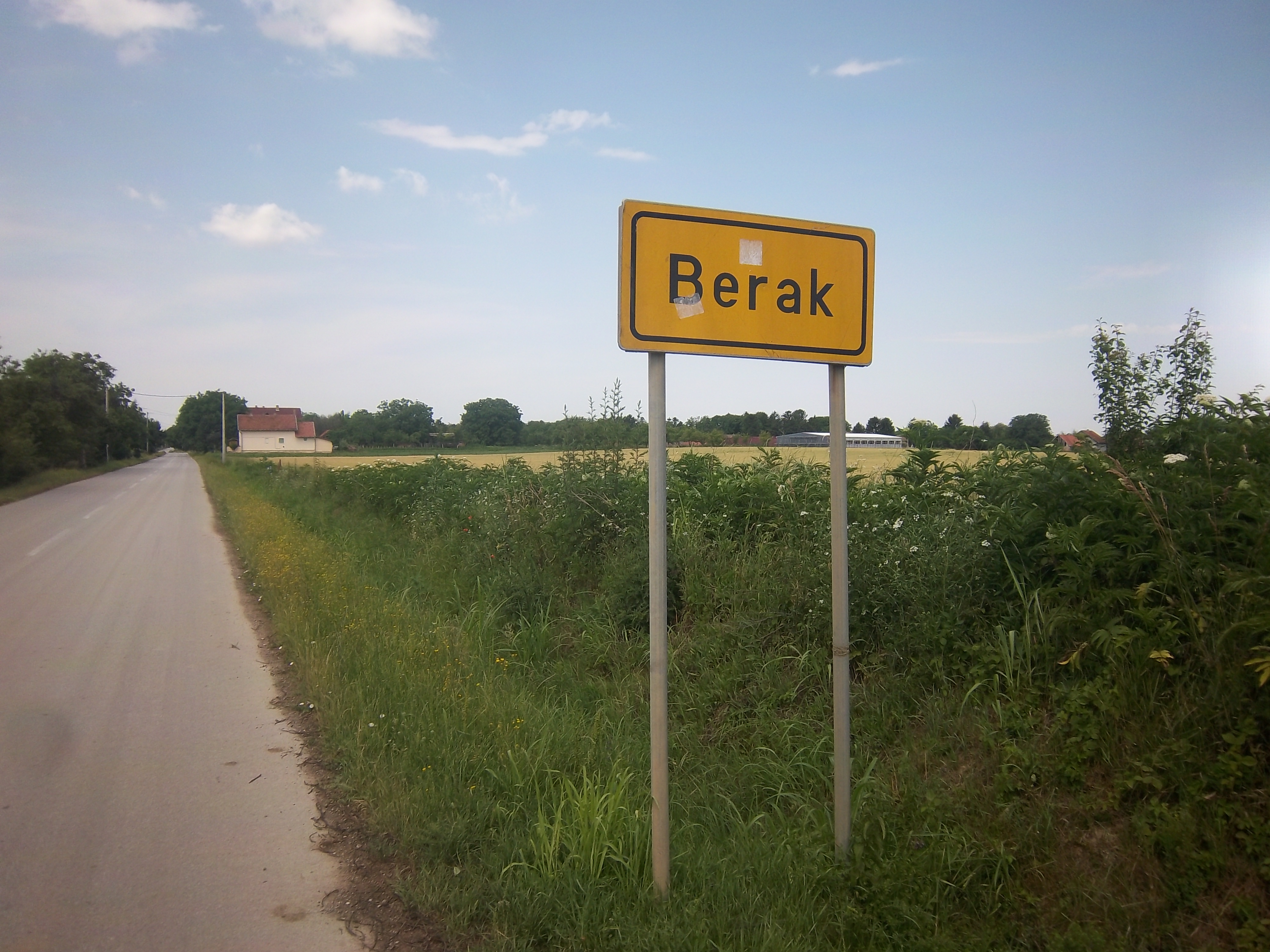
A falu bejárata

| Lakosság változása | Lakosság változása | Lakosság változása | Lakosság változása | Lakosság változása | Lakosság változása | Lakosság változása | Lakosság változása | Lakosság változása | Lakosság változása | Lakosság változása | Lakosság változása | Lakosság változása | Lakosság változása | Lakosság változása | Lakosság változása |
| ------------------ | ------------------ | ------------------ | ------------------ | ------------------ | ------------------ | ------------------ | ------------------ | ------------------ | ------------------ | ------------------ | ------------------ | ------------------ | ------------------ | ------------------ | ------------------ |
| 1857               | 1869               | 1880               | 1890               | 1900               | 1910               | 1921               | 1931               | 1948               | 1953               | 1961               | 1971               | 1981               | 1991               | 2001               | 2011               |
| 630                | 792                | 774                | 886                | 932                | 913                | 843                | 892                | 813                | 902                | 980                | 998                | 914                | 926                | 476                | 386                |

## Nevezetességei
Keresztelő Szent Jánosnak szentelt római katolikus plébániatemploma 1790-ben épült. A plébániát 1807-ben alapították. A templomot 1886-ban és 1889-ben megújították. 1945-ben a partizánok lerombolták. 1969 és 1970 között újjáépítették, de 1991-ben a szerbek ismét lerombolták. Az újjáépített templomot 2007-ben szentelték fel.
Védett műemlék a Čakovacka utca 10. szám alatti nagyméretű, ötablakos, földszintes lakóház. Az ablakok fölött díszítőelemként a vakolatba domború profilok vannak beépítve. A terrakotta elemeket az ablakok, ajtók és a párkányok környékén helyezték el. A historizmushoz való stiláris kötődés leginkább a stukkódíszek alkalmazásában és az ablakmezők kialakításában fejeződik ki, ahol félköríves és háromszög alakú oromzatok váltakoznak. A bejárati boltív két masszív oszlop között helyezkedik el, alatta pedig egy új vaskapu található, amely a régi, a honvédő háborúban megsérült kaput váltotta fel.

## Kultúra
KUD Zrinski Berak kulturális és művészeti egyesület. Az egyesületet 1989-ben alapították, gyermek és felnőtt folklórcsoportja működik. Elsősorban a sokác hagyományokat ápolják.
Számos hazai fesztiválon felléptek már.

## Oktatás
A falu első iskoláját 1846-ban alapították. A településen ma a csáki általános iskola területi iskolája működik.

## Sport
A helyi labdarúgóklub 1963 és 1991 között „Jedinstvo” néven működött. A háború után 2001-ben NK „Sokol” Berak néven alapították újra. Ezután a megyei 3. ligában, majd a 2. ligában szerepelt.